# Kunstgestänge

Kunstgestänge in Bewegung

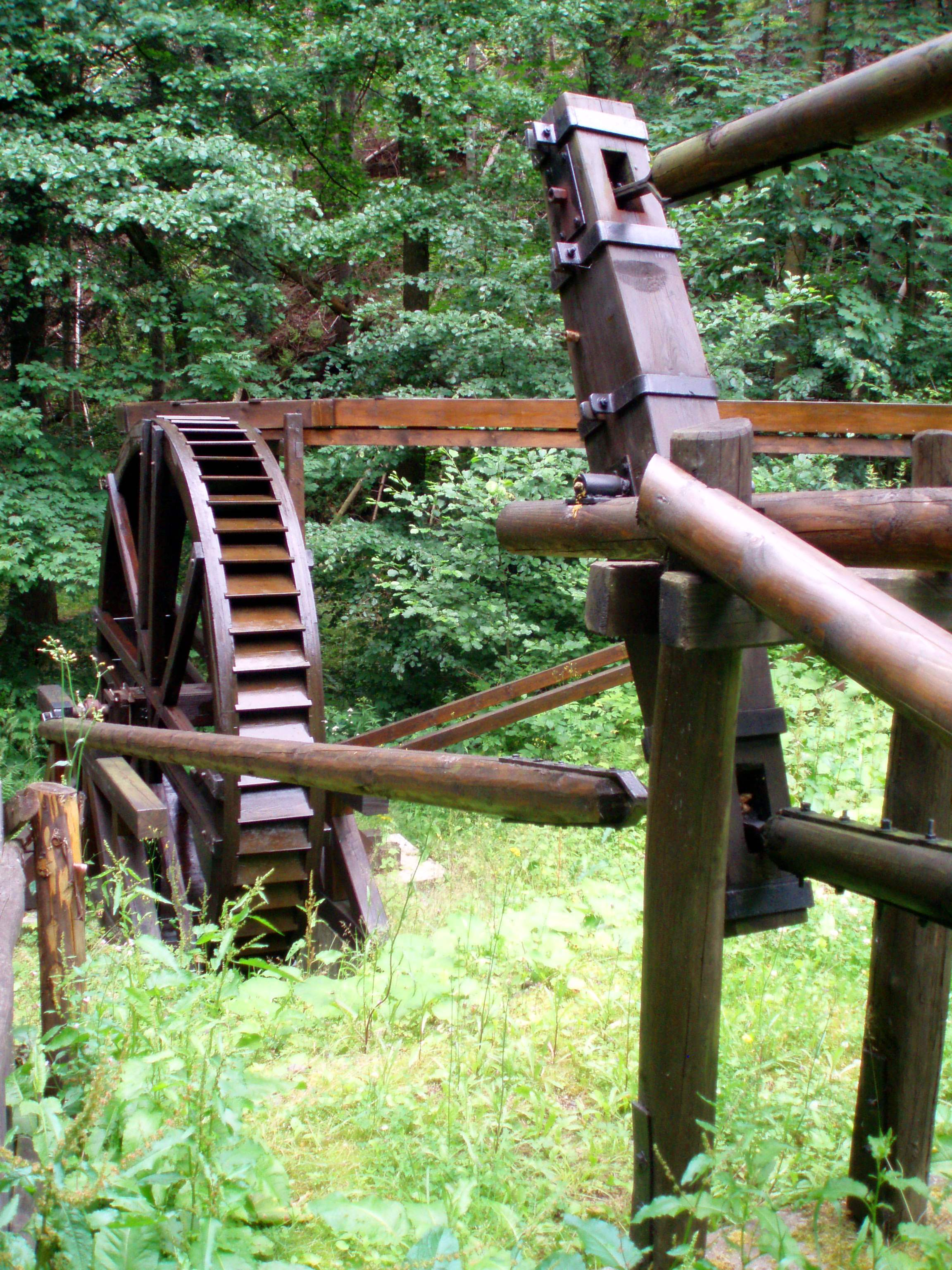
Kunstrad mit Gestänge (Bergwerk Aufgeklärtes Glück)

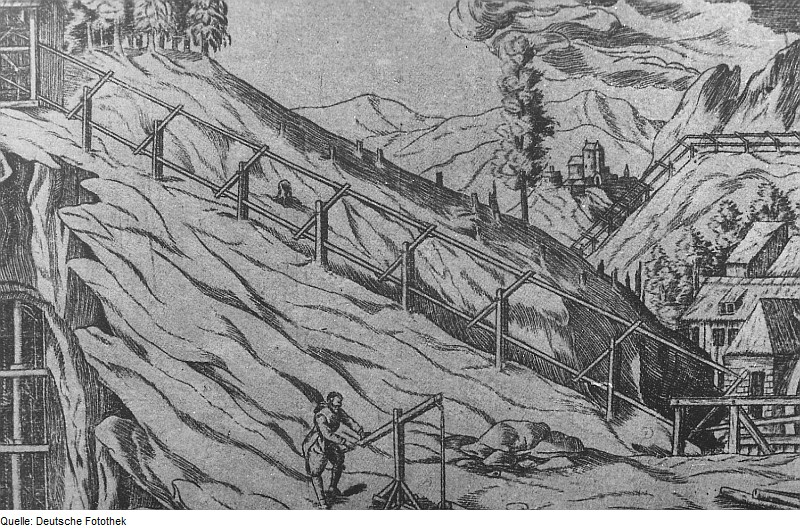
Anwendung eines Feldgestänges im mittelalterlichen Bergbau

Das Kunstgestänge, auch Stangenwerk, Stangenkunst oder Stangenleitung, ist eine Erfindung aus dem Bergbau, die dazu diente, mechanische Arbeit, die beispielsweise von einem Kunstrad erzeugt wird, über längere Entfernungen zu übertragen.
Heute noch funktionsfähig ist das Schwalheimer Rad mit einem 170 Meter langen Rest des Gestänges. Die ebenfalls funktionsfähige Nachbildung eines Kunstgestänges befindet sich in Bad Kösen an der Saale. Ein rekonstruiertes Kunstrad, das zum Antrieb des Gestänges diente, steht in Clausthal-Zellerfeld im Oberharz.

## Grundlagen
Das Kunstgestänge stammt aus der Zeit vor Erfindung von Dampfmaschine und Elektrizität. Mit dem Kunstgestänge war es möglich, Fahrkünste und Pumpenkünste aus einer gewissen Entfernung zu betätigen und dabei zugleich die Drehbewegung eines Wasserrads (Kunstrad) über einen Kurbeltrieb in eine Pendelbewegung umzuwandeln.
Das Kunstwerk bestand aus den grob in einer Linie hintereinander montierten Kunststangen, die über Gelenke miteinander sowie mit den Pendelstützen verbunden waren, um die Bewegung zu übertragen. Nicht-gelenkige Verbindungen der Kunststangen miteinander werden als Kunstschlösser oder Stangenschlösser bezeichnet. Sie werden durch Verzahnung so konstruiert, dass die Stangen ineinander eingezapft und mittels Bolzen oder Schrauben fixiert werden. An Radwellen, Ansetzröhren und Ansteckkielen, aber auch an sonstigen Teilen des hölzernen Kunstgestänges angebrachte Ringe aus Eisen bezeichnet man als Kunstringe. 
Die im Schacht montierten Elemente des Gestänges, wurden als Schachtgestänge oder Hubgestänge bezeichnet. Die eher horizontal montierten Elemente wurden als Streckengestänge bezeichnet. Die Kraftübertragung über größere Entfernungen zwischen Antriebsmaschine und Hubgestänge übernahm das Feldgestänge.

## Das Hubgestänge

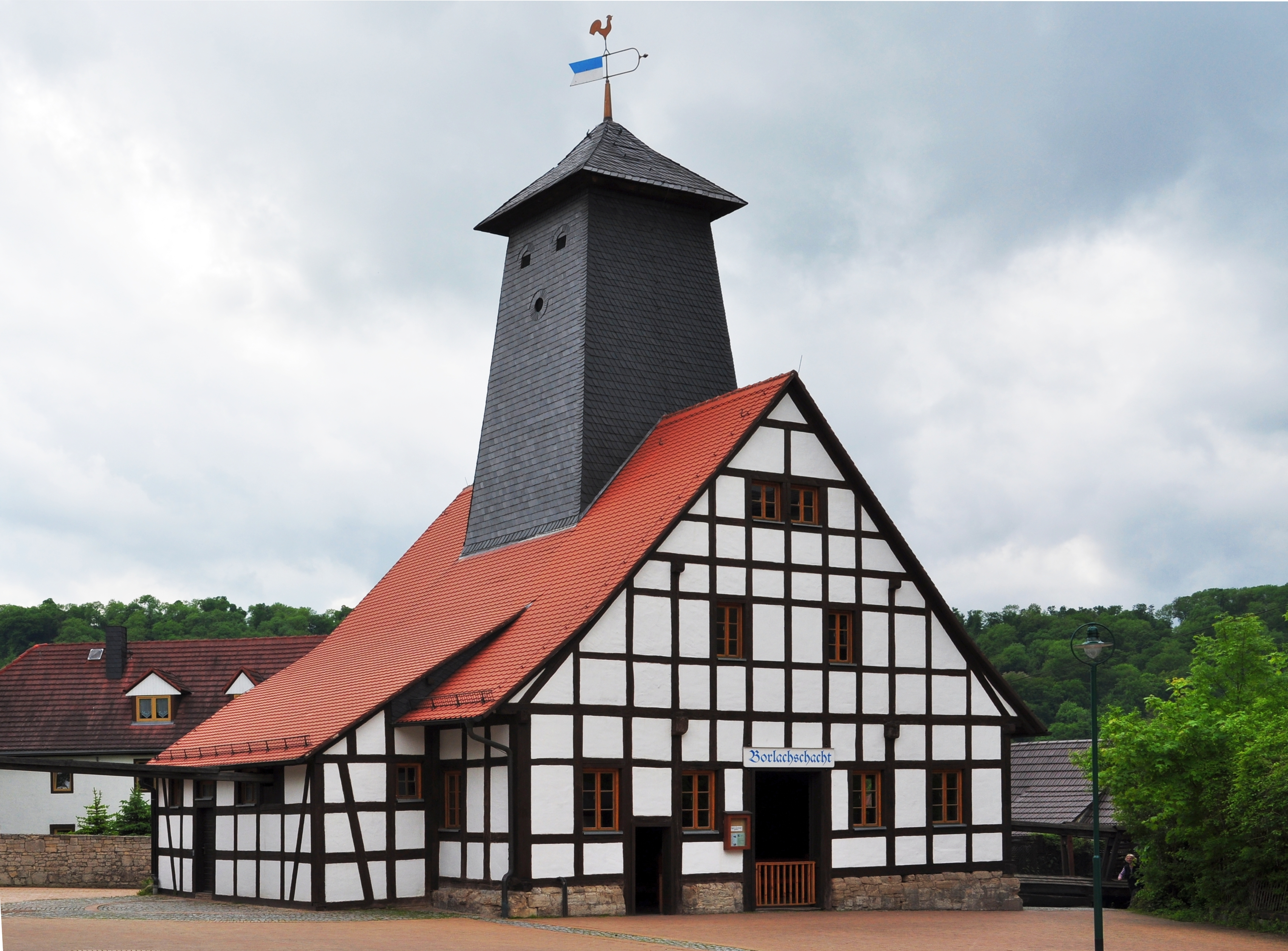
Borlachschachtgebäude mit rechts eintretendem und links austretendem pendelndem Kunstgestänge, im Innern über ein Kunstkreuz von der Vertikalen in die Horizontale umgewandelte Pendelbewegung zum ehemaligen Antrieb von Pumpen im Schacht, Bad Kösen, Sachsen-Anhalt

Das Hubgestänge verläuft vertikal im Kunstschacht, um die Kraft auf die einzelnen Pumpensätze zu übertragen. Es besteht aus etwa 19 bis 20 Zentimeter starken quadratischen Fichtenholzkanthölzern. Die Kanthölzer sind an den Enden seitlich verzahnt und werden mit entsprechend verzahnten Holzlaschen miteinander verbunden. Die Holzlaschen werden mit Kunstringen fest an die Hubstangenenden gedrückt. Außerdem werden die Kunstringe mit durchgesteckten Bolzen gegen Verschieben gesichert. In bestimmten Abständen befinden sich seitlich angebrachte Hakenarme, die zum Einhängen der Kolbenstangen dienen. Damit aus der Horizontalbewegung der Feldgestänges eine Vertikalbewegung wird, wird das Hubgestänge an einem Kunstkreuz befestigt. Der Anschluss an das Kunstkreuz erfolgt über ein Kunstschloss. Zur gleichmäßigen Belastung werden in der Regel zwei Hubgestänge verwendet, dadurch erfolgt ein gegenseitiger Lastausgleich.

## Das Feldgestänge

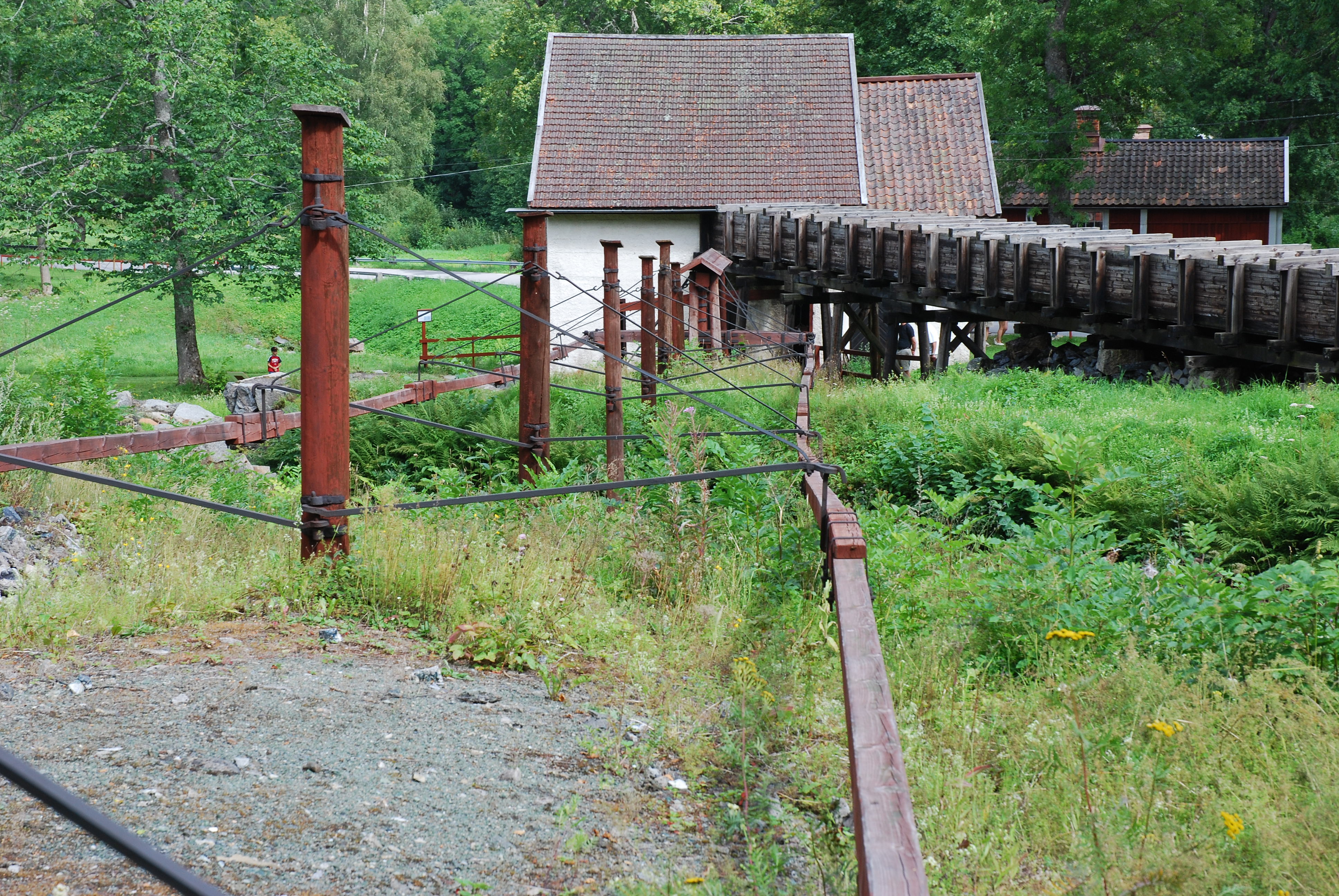
Horizontal aufgehängte Kunststangen in Pershyttan bei Nora

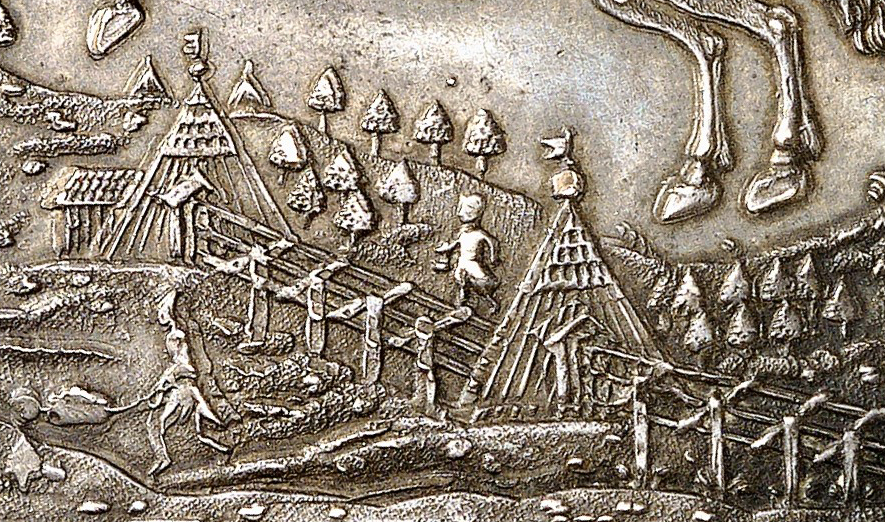
Göpelhäuser mit Feldgestänge im Oberharzer Bergbau, auf einem Löser zu 1½ Talern, Herzog Ernst August, Fürst von Calenberg, 1681

Das Feldgestänge diente dazu, die Kraft der Antriebsmaschine über größere Entfernungen bis zu den Kunstsätzen des Schachtgestänges zu leiten. Dies war dann erforderlich, wenn die Antriebsmaschine nicht über oder unmittelbar neben dem Schacht positioniert werden konnte. Ein Feldgestänge hat den Nachteil, dass es wegen der zu bewegenden großen Masse zu zusätzlichen Verlusten kommt. Durch das zwischengeschaltete Feldgestänge kommt es aufgrund der Hin- und Herbewegung in den Gestängeverbindungen (Schlösser) zu einem Hubverlust von 25 bis 50 Prozent. Außerdem ist für den Bau eines Feldgestänges zusätzliches Bauholz erforderlich. Dies ist aufgrund der Witterungseinflüsse sehr wartungsintensiv, sodass es zusätzlichen Personals bedurfte, um das Feldgestänge zu überprüfen und zu warten. Das Feldgestänge bestand aus mehreren hölzernen Kunststangen, die mit eisernen Beschlägen versehen waren. An den Enden der seitlichen Kunststangen befanden sich sogenannte Kunstschlösser. Diese waren so eingeschnitten und eingepasst, dass eine Stange in die andere Stange eingezapft werden konnte. Dies war erforderlich, damit die Kunststangen beim Hin- und Her-Schieben, bzw. beim Auf- und Nieder-Bewegen nicht auseinanderrutschen konnten.
Es gab zwei Arten von Feldgestängen: Feldgestänge mit Walzen und Feldgestänge mit Schwingen. Beim Feldgestänge mit Walzen wird das Gestänge auf Walzen bewegt. Die Walzen bestehen aus acht bis zehn Zoll dicken Rundhölzern, die mit der unteren Seite fest in die Erde eingesetzt und mit Streben fixiert sind. Um die Reibung zu vermindern, ist das Gestänge im Bereich der einzelnen Walzen über eine komplette Hublänge mit einer Schleppschiene aus Buchenholz versehen. Das Feldgestänge mit Schwingen besteht aus einer großen Schwinge, dem sogenannten Wagbaum, aus mehreren kleinen Schwingen, den Feldstangen, und den sogenannten Löcken mit Straßbäumen. In der Mitte der Hauptschwinge befindet sich ein durchlaufender Zapfen, auf dem sie sich im Pfoteisen bewegt. An den beiden Enden der Hauptschwinge sind mehrere Löcher eingebracht, in denen mit eisernen Ringen befestigte Augeisen eingefügt sind. In jedem Augeisen sind bis zu drei Augen, in die auf der einen Seite die Korbstange und auf der anderen Seite die Feldstange eingehängt werden. Um den Hub variabel zu machen, werden extra mehrere Augen angebracht. Um den Hub länger oder kürzer zu machen, wird die Korbstange entsprechend eingehängt. Die Schwingarme der kleineren Schwingen dienen dazu, das Feldgestänge entsprechend anzupassen. Diese Anpassung ist erforderlich, da das Feldgestänge ansonsten aufgrund seiner Länge leicht brechen würde. Die sogenannten Löcke sind erhöhte Unterlagen für die Schwingen. Sie werden alle 2 bis 3 Klafter aufgestellt und haben am oberen Ende krumme Stangen – die sogenannten Stecklinge. Die Löcke werden mit Spreizen und Unterlageklötzen so versehen, dass das Gestänge höhenmäßig so angepasst wird, damit die Feldstangen sich in gerader Linie bewegen können. Sämtliche Zapfen an den Schwingen sind so angepasst, dass sie von beiden gleich weit entfernt sind.

## Bewegungsrichtungsumkehr

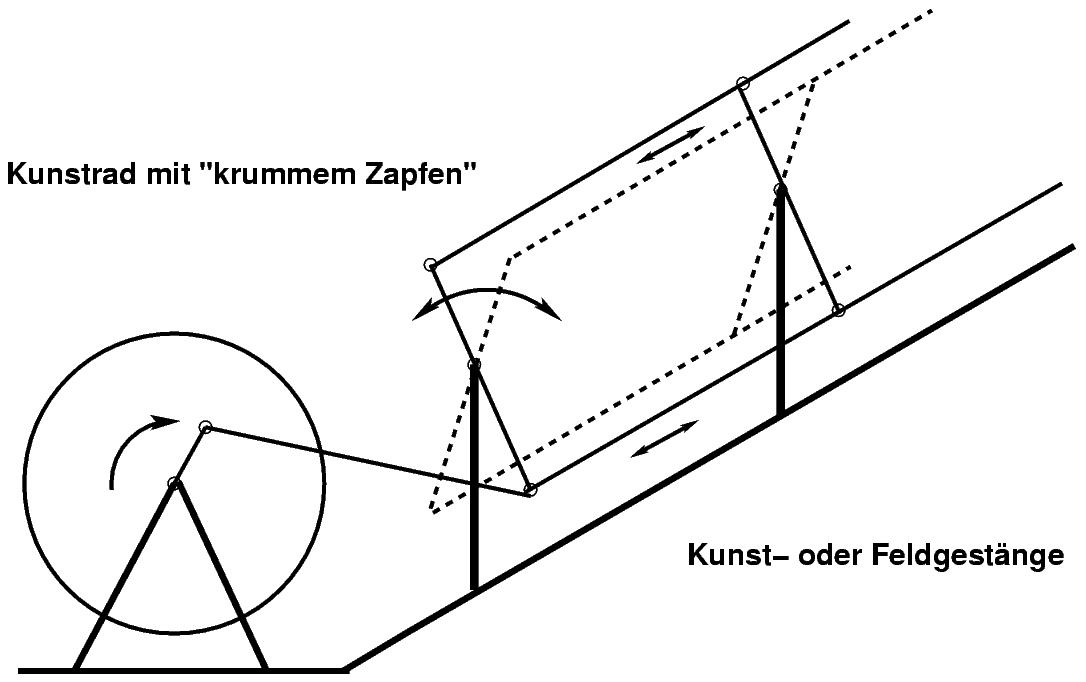
Prinzipskizze der Bewegungsrichtungsumkehr

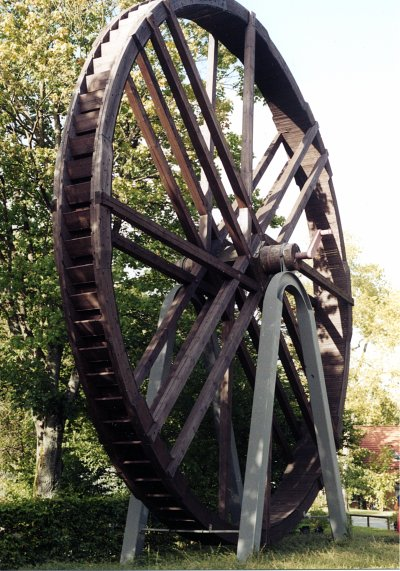
Rekonstruktion eines Kunstrades mit 11,5 m Durchmesser, Clausthal-Zellerfeld

Zur Umformung der Bewegung von der Drehbewegung in die horizontale oder vertikale Bewegung, aber auch von der horizontalen Bewegung in die vertikale Bewegung, dienten speziell geformte Gestängeteile: zum einen der Krummzapfen und zum anderen das Kunstkreuz.
Der Krummzapfen ist ein unter einem rechten Winkel gebogenes Gestängeteil, das als Fortsetzung des Wellenzapfens dient. Seine Aufgabe ist es, die Drehbewegung des Wasserrades in eine horizontale oder vertikale Bewegung umzuformen. An dem Krummzapfen befand sich die sogenannte Korb- oder Bläuelstange. Mit dem krummen Zapfen wurde die Rotationsbewegung des Kunstrades auf das Feldgestänge oder das Schachtgestänge übertragen, das daraufhin Pendelbewegungen ausführt. Die Funktionsweise des Krummzapfens ist sehr ähnlich mit der Funktion einer heutigen Kurbelwelle und die Bläuelstange mit der Funktion eines Pleuels zu vergleichen.
Das Kunstkreuz, auch Bruchzwinge, Kunstwinkel oder einfach nur Kreuz genannt, besteht aus einem starken hölzernen Winkelhebel. Das Kunstkreuz wurde entweder direkt an der Korbstange des Krummzapfens angeschlossen oder über ein Feldgestänge damit verbunden. Es gab drei verschiedene Arten von Kunstkreuzen. Je nach Konstruktion bezeichnete man sie als ganze Kunstkreuze, halbe Kunstkreuze oder Viertelskreuze. Das ganze Kunstkreuz ist ein Kreuz mit vier Armen. Von diesen Armen werden jeweils zwei sich gegenüberstehende Arme an das Schachtgestänge und die beiden anderen Arme an das Feldgestänge angeschlossen. Das halbe Kreuz ist ein Kreuz mit drei Armen. Zwei Arme liegen dabei horizontal, der dritte steht aufrecht. An die beiden horizontalen Arme wurde das Schachtgestänge und an den dritten Arm die Korbstange angeschlossen. Beim Viertelkreuz wird ein Arm an das Gestänge und ein Arm an die Bläuelstange angeschlossen.
Die Verwendung von Kunstkreuzen war zur Kraftumlenkung aus verschiedenen Gründen unentbehrlich. Selbst wenn das Kunstrad direkt über dem Kunstschacht montiert war, entstand durch das direkte Anhängen der Schachtgestänge an den Krummzapfen eine sehr hohe Belastung der sogenannten Kurbelwarzen. Auch war die Reibung bei der Direktmontage wesentlich größer. Außerdem erzeugten die Schachtstangen nie eine ganz „saubere“ senkrechte Bewegung, sondern pendelten seitlich etwas hin und her.

## Noch bestehende Anlagen

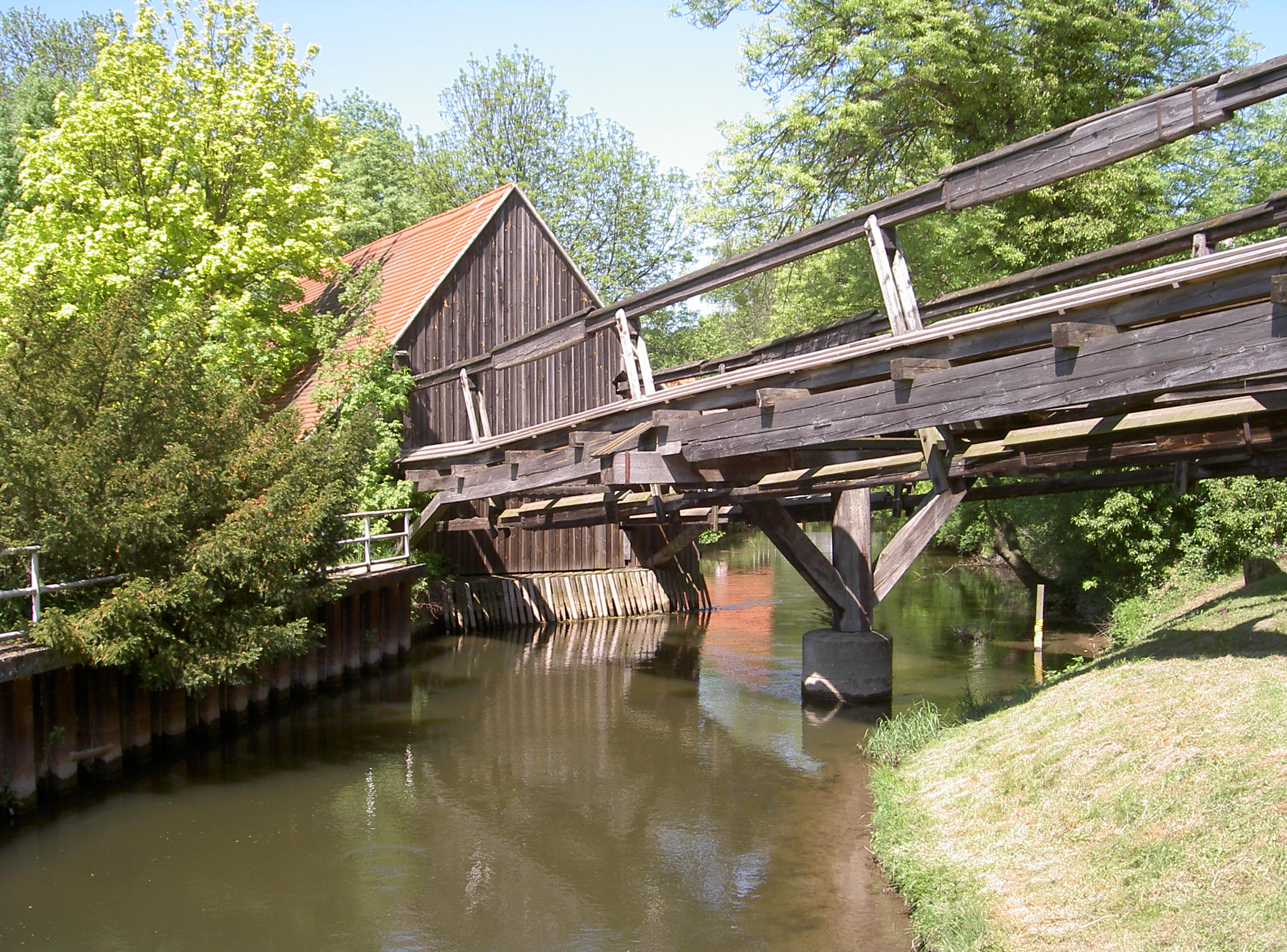
Aus dem „Radhaus“ herauskommendes doppeltes Kunstgestänge, Bad Kösen

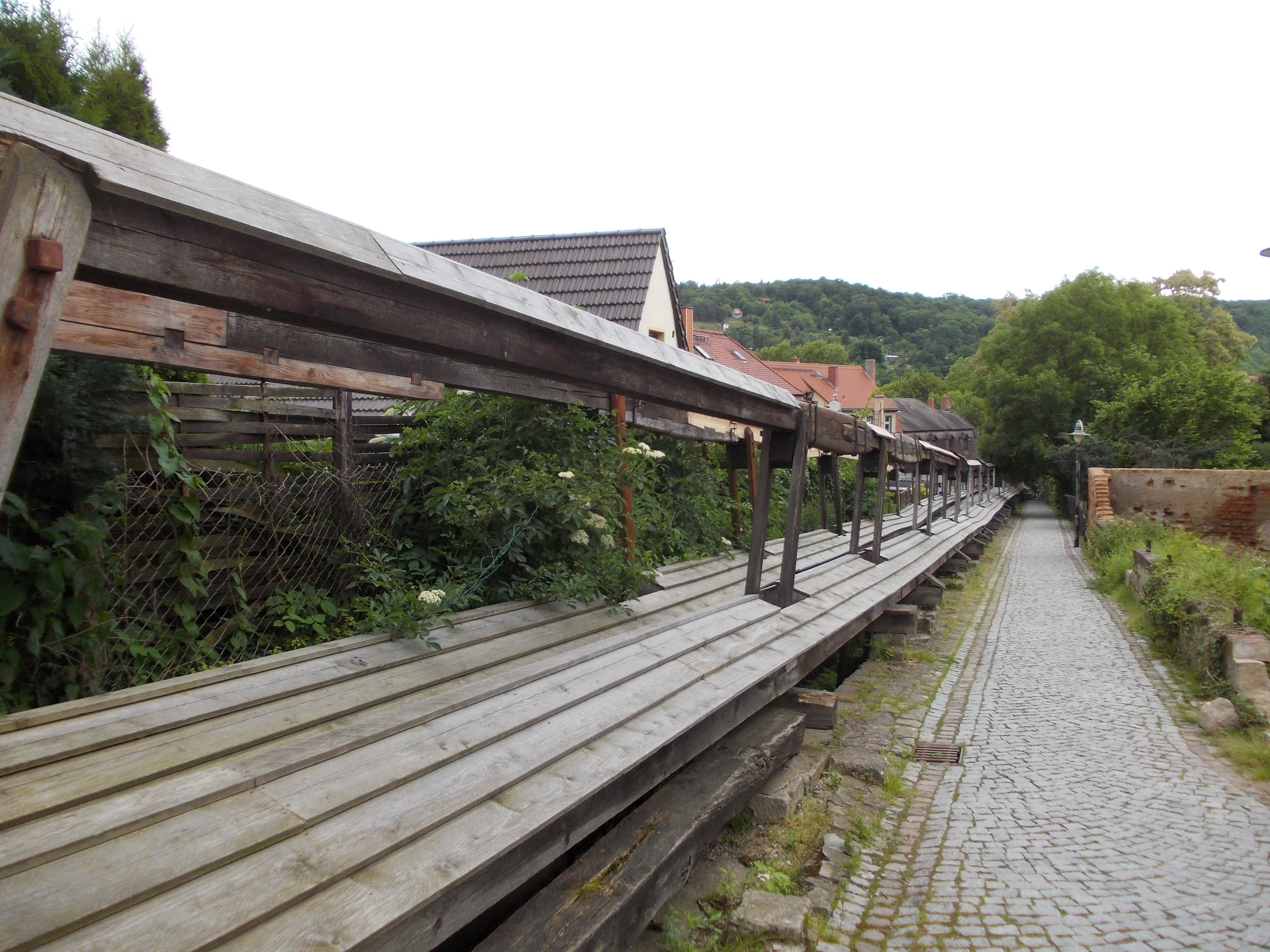
Bad Kösener Kunstgestänge am Anstieg des Saaletalhangs

- funktionstüchtige Wasserkunst mit hölzernem Pendel-Doppelgestänge des Gradierwerkes in Bad Kösen, Sachsen-Anhalt, siehe: Wasserkünste für Gradierwerke

## Verloren gegangene bedeutende Anlagen
- Heller Wasserkunst, Selketal, Sachsen-Anhalt